# Liste der Flüsse im Spessart

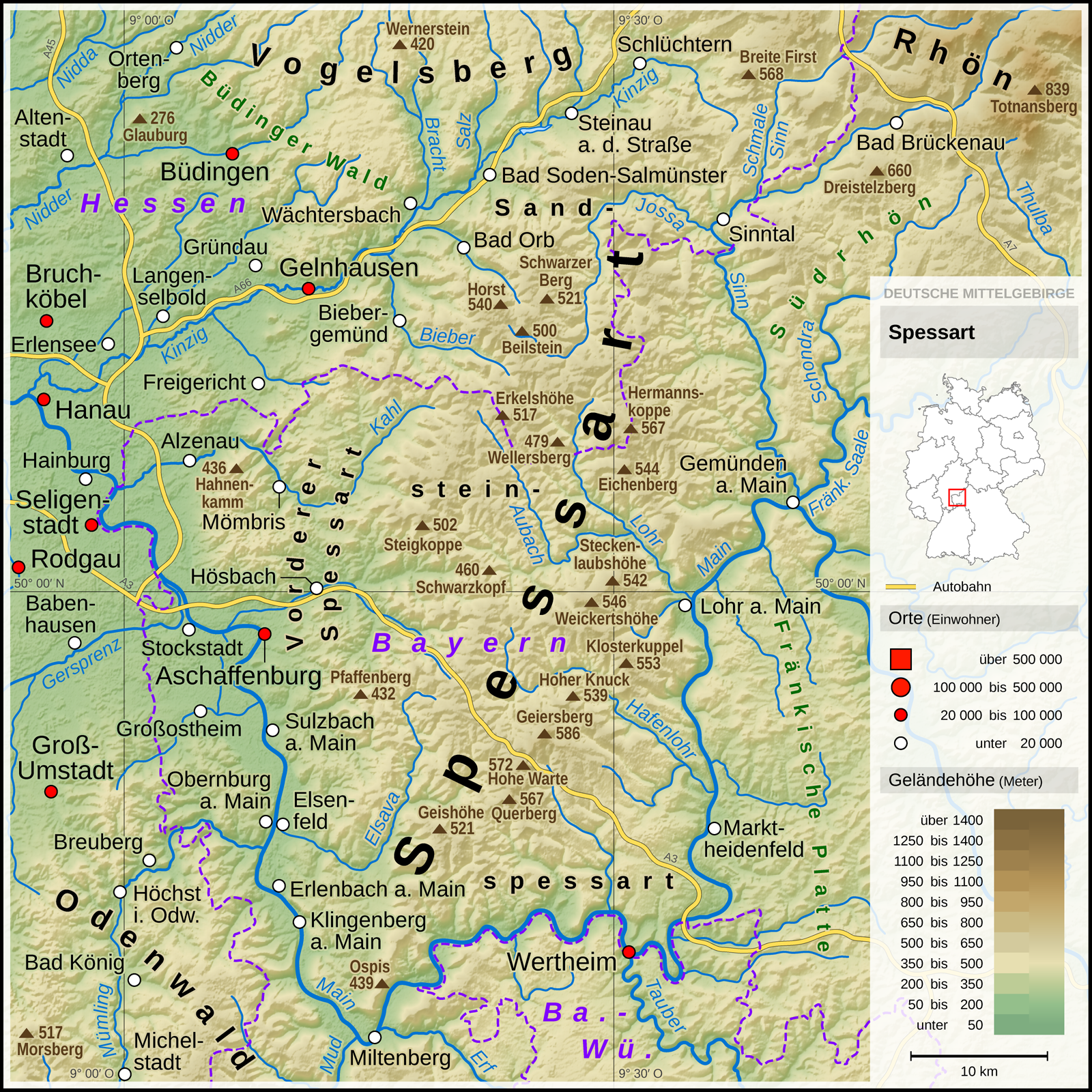
Der Spessart

Die Liste der Flüsse im Spessart enthält eine Auflistung der Fließgewässer, die im Spessart verlaufen.

## Hinweise
- Das in diesem Artikel als Spessart definierte Gebiet wird von den Flüssen Sinn, Kinzig und Main umschlossen. Die im Gebiet des Naturparks Spessart fließenden Gewässer außerhalb der zuvor genannten Definition (wie z. B. die Regionen nördlich von Schlüchtern, östlich von Lohr am Main oder um Gräfendorf), werden in dieser Liste nicht aufgeführt. Flüsse und Bäche, die im definierten Gebiet, aber in geologisch nicht zum Spessart gehörenden Gegenden (wie z. B. die Bulau oder die Stadt Aschaffenburg) verlaufen, sind aufgelistet.
- Die Tabelle und die Aufzählung der bedeutendsten Flüsse berücksichtigen nur die Fließgewässer im inneren Spessart (also ohne Main, Kinzig und Sinn).

## Tabelle
Sortierbare Tabelle der größten Fließgewässer im Spessart:
| Name               | Länge [km] | AE [km²] | GKZ       | Quelle Höhe/Lage [m ü.NHN] | Mündung Höhe/Lage [m ü.NHN] | HU [m] | Bild |
| ------------------ | ---------- | -------- | --------- | -------------------------- | --------------------------- | ------ | ---- |
| Afferbach          | 5,6        | 6,1      |           | 295                        | 146                         | 149    |      |
| Ahlersbach         | 5,5        | 7,5      | 24 78118  | 478                        | 227                         | 251    |      |
| Altenbach          | 5,7        | 8,4      |           | 147                        | 113                         | 34     |      |
| Aschaff            | 22,4       | 166,6    | 24 754    | 189                        | 109                         | 81     |      |
| Aubach             | 13,8       | 30,4     | 24 7524   | 393                        | 155                         | 238    |      |
| Aubach             | 22,4       | 128,3    | 24 522    | 398                        | 185                         | 213    |      |
| Auerbach           | 5,3        | 7,5      | 24 781516 | 428                        | 191                         | 237    |      |
| Aura               | 8,4        | 58,3     | 24 486    | 370                        | 180                         | 190    |      |
| Bessenbach         | 8,1        | 26,1     | 24 7542   | 317                        | 157                         | 160    |      |
| Bieber             | 16,8       | 81,2     | 24 7854   | 313                        | 136                         | 177    |      |
| Birkigsbach        | 12,8       | 30,4     | 24 7858   | 325                        | 120                         | 205    |      |
| Dammbach           | 9,9        | 43,0     | 24 7522   | 338                        | 189                         | 149    |      |
| Elsava             | 24,7       | 156,5    | 24 752    | 350                        | 116                         | 234    |      |
| Esselbach          | 5,5        | 8,9      |           | 417                        | 245                         | 172    |      |
| Faulbach           | 8,6        | 29,5     | 24 7114   | 268                        | 129                         | 139    |      |
| Fellach            | 6,6        | 30,3     | 24 4862   | 257                        | 216                         | 41     |      |
| Fliesenbach        | 5,2        | 26,0     | 24 48992  | 310                        | 170                         | 140    |      |
| Flörsbach          | 5,9        | 14,9     | 24 52112  | 400                        | 270                         | 130    |      |
| Geiselbach         | 5,2        | 10,1     | 24 7728   | 300                        | 150                         | 150    |      |
| Grimmenwiesenbach  | 5,0        | 11,8     | 24 52224  | 256                        | 239                         | 17     |      |
| Gronau             | 10,5       | 26,2     | 24 4832   | 250                        | 220                         | 30     |      |
| Hafenlohr          | 24,8       | 147,4    | 24 56     | 355                        | 142                         | 213    |      |
| Haggraben          | 5,0        | 15,0     | 24 77122  | 112                        | 106                         | 6      |      |
| Haslochbach        | 11,7       | 63,0     | 24 7112   | 370                        | 134                         | 236    |      |
| Hasselbach         | 9,5        | 22,8     | 24 78592  | 180                        | 115                         | 65     |      |
| Heinrichsbach      | 9,9        | 16,1     | 24 5644   | 373                        | 207                         | 166    |      |
| Hellgraben         | 5,5        | 5,0      | 24 78176  | 469                        | 167                         | 302    |      |
| Hensbach           | 8,7        | 12,8     | 24 7536   | 326                        | 109                         | 217    |      |
| Heubach            | 6,1        | 12,2     | 24 732    | 346                        | 121                         | 225    |      |
| Hösbach            | 5,1        | 15,0     | 24 7546   | 270                        | 135                         | 135    |      |
| Jossa              | 32,3       | 146,7    | 24 484    | 420                        | 220                         | 200    |      |
| Kahl               | 32,4       | 198,4    | 24 772    | 290                        | 102                         | 188    |      |
| Kasselbach         | 6,9        | 16,5     | 24 78548  | 340                        | 150                         | 190    |      |
| Klingbach          | 8,6        | 27,3     | 24 7832   | 50.243822 9.447081         | 50.274892 9.359114          |        |      |
| Klingelsbachgraben | 5,0        | 4,7      | 24 576    | 334                        | 142                         | 192    |      |
| Krombach           | 6,0        | 7,7      |           | 297                        | 187                         | 110    |      |
| Kropfbach          | 10,8       | 15,5     | 24 71124  | 510                        | 173                         | 337    |      |
| Lache              | 12,0       | 20,1     | 24 7872   | 225                        | 107                         | 118    |      |
| Laubersbach        | 8,7        | 14,5     | 24 5212   | 463                        | 221                         | 242    |      |
| Laufach            | 11,4       | 56,0     | 24 7544   | 199                        | 144                         | 55     |      |
| Leidersbach        | 8,4        | 27,3     | 24 7534   | 300                        | 131                         | 169    |      |
| Lohr               | 23,2       | 235,5    | 24 52     | 270                        | 147                         | 123    |      |
| Lohrbach           | 11,3       | 53,5     | 24 5222   | 416                        | 226                         | 190    |      |
| Lützelbach         | 5,8        | 12,0     | 24 78546  | 330                        | 165                         | 165    |      |
| Neuer Graben       | 5,8        | 15,0     | 24 7532   | 193                        | 117                         | 77     |      |
| Orb                | 11,0       | 43,4     | 24 7852   | 316                        | 140                         | 176    |      |
| Rechtenbach        | 8,2        | 25,0     | 24 532    | 346                        | 147                         | 199    |      |
| Reichenbach        | 6,5        | 16,0     | 24 7726   | 219                        | 169                         | 50     |      |
| Rohrbach           | 7,6        | 8,4      |           | 465                        | 235                         | 230    |      |
| Röllbach           | 8,1        | 22,7     | 24 736    | 297                        | 121                         | 176    |      |
| Sailaufbach        | 6,4        | 17,4     | 24 75442  | 312                        | 148                         | 164    |      |
| Schandelbach       | 5,3        | 16,0     | 24 7856   | 190                        | 125                         | 65     |      |
| Schifflache        | 5,9        | 21,3     | 24 7796   | 115                        | 105                         | 10     |      |
| Schleifbach        | 5,4        | 14,5     | 24 71122  | 410                        | 225                         | 185    |      |
| Sindersbach        | 9,2        | 40,4     | 24 5112   | 340                        | 153                         | 187    |      |
| Sodener Bach       | 6,2        | 10,0     |           | 290                        | 131                         | 159    |      |
| Sommerkahl         | 5,0        | 12,6     | 24 7724   | 354                        | 193                         | 161    |      |
| Steinbach          | 5,7        | 23,4     | 24 562    | 390                        | 281                         | 109    |      |
| Steinbach          | 7,1        | 7,6      |           | 277                        | 109                         | 168    |      |
| Steinmarker Bach   | 5,7        | 6,5      | 24 564    | 424                        | 245                         | 179    |      |
| Sulzbach           | 10,8       | 40,6     | 24 7532   | 131                        | 113                         | 18     |      |
| Wachenbach         | 10,4       | 40,4     | 24 564    | 245                        | 163                         | 82     |      |
| Weibersbach        | 5,5        | 10,0     |           | 160                        | 135                         | 25     |      |
| Westerbach         | 8,3        | 23,3     | 24 7722   | 256                        | 203                         | 53     |      |
| Westernbach        | 7,2        | 14,5     | 24 4832   | 380                        | 250                         | 130    |      |
| Wittbach           | 7,9        | 10,3     | 24 5992   | 334                        | 133                         | 201    |      |

## Komplette Liste
Alphabetische Liste aller Fließgewässer im Spessart:
| A - Aalenbach - Afferbach - Ahlersbach (Kinzig, Schlüchtern-Herolz) - Ahlersbach (Kinzig, Schlüchtern-Niederzell) - Altenbach - Altfelder Graben - Ammelbach - Amselgraben - Aschaff - Aubach (Elsava) - Aubach (Lohr) - Aubachsgraben - Auerbach (Bessenbach) - Auerbach (Kinzig) - Auerbach (Happelsgraben) - Aulenbach - Aura - Äußerer Bach - Autenbach B - Bachgraben - Bächlesbach - Bachquellengraben - Baschklingebach - Beibuschbach - Berggraben - Bessenbach - Betzenbach - Bieber - Biesigbach - Bimmingsbach - Birkbach - Birkigsbach - Birklerbach - Bischbornbach - Blankenbach - Borngraben - Bornhäuschengraben - Brahme - Brandstützengraben - Breitbach - Breitenbach - Bremengraben - Bruchbach - Brühlgraben - Brunnenweggraben - Brunnfloßgraben - Büchelbach (Bieber) - Büchelbach (Kahl) - Buchgraben - Budemichgraben D - Dammbach - Dilgertsbach - Distelbach - Doppelbiergraben - Dörnbach - Dornbuschgraben - Dörnsenbach - Dörrmorsbach - Dreisgraben - Dreispitzengraben - Dreispitzgraben - Dunkelgraben E - Edelbach - Eichbach - Eichelbach - Eichelgraben - Eichelsbach - Eichenberger Bach - Eichenfürster Bach - Eichetsbach - Eichsbrunngraben - Einfallsgraben - Eisbach - Elmertsbach - Elsava - Elsebach - Erbigsbach - Erlenbach (Ahlersbach) - Erlenbach (Kahl) - Erlenbach (Laufach) - Erlenbach (Sailaufbach) - Erlengraben (Elsava) - Erlengraben (Faulbach) - Esbach - Eschengraben - Esselbach - Essigbach - Etzbach F - Fahrbach - Falkenbach - Faulbach - Fechenbach - Feldkahl - Fellach - Fichtenbach - Fleutersbach - Fliesenbach - Flörsbach - Flutgraben - Fockenwaldgraben - Föhresgraben - Folzbach - Forchbach - Forstgraben (Faulbach) - Forstgraben (Kahl) G - Gaibach - Gailbach - Galgenbach - Geiersbach - Geiersgraben - Geißbach - Geisegraben - Geiselbach - Gemarkungsgraben - Gerbach - Gitzenbach - Glasbach - Glattbach - Gogelgraben - Goldbach (Aschaff) - Goldbach (Kahl) - Gößbach - Gossengraben - Gottesgraben - Grimmenwiesenbach - Gronau - Großer Roßbach - Grundgraben - Grundungbach - Güntersbach - Gunzenbach | H - Habersbach - Hafenlohr - Haggraben - Haibach - Haitzbach - Hammergraben - Happelsandbach - Happelsgraben - Hartsgraben - Harzgraben - Haßbach - Hasel - Haßelbach - Haselgraben - Haselsgraben - Haslochbach - Hasselbach (Kinzig) - Hasselbach (Lohrbach) - Hechelsgraben - Heckengraben (Leidersbach) - Heerbach - Heggraben - Heidegraben - Heimbach - Heinrichsbach - Hellgraben - Hembach - Hemmgraben - Hemsbach - Hennertsgraben - Hensbach - Herbigsbach - Herrnbrunngraben - Herrzogsgraben - Herzbach (Schwarzbach) - Herzbach (Westerbach) - Heubach - Heubertsgraben - Hirschbach (Kinzig) - Hirschbach (Klingbach) - Hirschbach (Morsbach) - Hirtenbach - Hitziger Lochgraben - Höchsterbrunnengraben - Hohbergsgraben - Hohlenbach - Höllgrundgraben - Höllenbach - Hollergraben - Hombach - Hösbach - Huckelheimer Bach - Hügelsbach - Hungerbach - Hutmannsgraben J - Jossa K - Kahl - Kalbach - Kälbesbach - Kaltenbach - Kaltengrundbach - Kammerbach - Karstgraben - Kasselbach - Kehrbach - Kellerbergbach - Kertelbach - Kinzig - Kirchengrundbach - Kirschlingsbach - Kleidersbach - Kleinaschaff - Kleine Kahl - Kleiner Kirrbach - Kleiner Roßbach - Klingbach - Klingelbach - Klingelsbachgraben - Klingenbach (Goldbach) - Klingenbach (Haslochbach) - Klingengraben (Aschaff) - Klingengraben (Leidersbach) - Klingenwiesengraben - Klingersbach - Klinggraben - Krebsbach (Elsava) - Krebsbach (Kahl) - Krebsbach (Leidersbach) - Krebsbach (Steinmarker Bach) - Krombach - Kropfbach - Krötenbach (Brühlgraben) - Krötenbach (Näßlichbach) - Küchengraben - Kühruhgraben - Künzbach - Kurzer Grundbach - Kurzer Lohrbach L - Lache - Lachentalgraben - Lämmerbach - Landersgraben - Langentalgraben - Langer Grundbach - Laubersbach - Laudenbach - Laufach - Lausgraben - Lederhosebach - Lehngrundbach - Leichtersbach - Leidersbach - Leimbach - Lietebach - Lindenbach - Linderbach - Listgraben - Lochbrunnengraben - Lochgraben - Lohmgraben - Lohr - Lohrbach (Aubach) - Lohrbach (Lohr) - Löwensteingraben - Lützelbach M - Main - Matzebach - Mäusbach - Meisnerbach - Metzenbach - Michelbach - Mittelbach - Mohrenbach - Morsbach - Mühlbach - Mühlgraben N - Näßlichbach - Neuer Graben - Neuhasselbach - Neuhöllbrunnbach - Neuwiesenbach (Hensbach) - Neuwiesenbach (Kahl) - Nonnenbach O - Oberer Auwiesengraben - Oberer Steinbach - Obermüllerbach - Oberschurbach - Obersölchgraben - Ohlenbach - Omersbach - Orb | P - Pfaffengrundbach - Pfählertsgraben - Pfeiffergraben - Plattengraben Q - Querbach R - Rappach - Ratzgraben - Rauschengraben - Rechtenbach - Reichenbach - Rengersbrunner Bach - Rettgrundgraben - Reußengraben - Rinderbach - Rodenbach - Röderbach - Röhlsbach - Rohrbach (Jossa) - Rohrbach (Schwarzbach) - Rohrchetsbach - Röhrengrundgraben - Rohrwiesenbach (Haggraben) - Rohrwiesenbach (Steinbach) - Röllbach - Römergraben - Roßbach (Leidersbach, Fluss) - Roßbach (Lohr) - Roßbach (Steinbach) - Rosselbrunngraben - Rosselgraben - Rotermichbach - Röttbach - Rückersbach (Haggraben) - Rückersbach (Neuwiesenbach) - Ruhgraben S - Sackenbach - Sailaufbach - Sälzerbach - Salzersgraben - Sandgraben - Sangenbach - Saugegraben - Schäfersbach - Schandelbach - Schanzgraben - Scherengrundbach - Schergersgraben - Schifflache - Schleifbach - Schleifwiesengraben - Schloßgraben - Schloßgrundgraben - Schmale Sinn - Schmellgraben - Schmerlenbach - Schnellmichbach - Schneppenbach - Schöntalgraben - Schrögersgraben - Schulzengrundbach - Schützbach - Schützbergbach - Schwarzbach (Bieber) - Schwarzbach (Laufach) - Schwarze Rolle - Schwarzengrundbach - Schwarzer Graben - Schweppach - Seebach - Seewiesenbach - Sellbach (Bieber) - Sellbach (Main) - Seltenbach - Sennelsbach - Sickentalgraben - Sielergraben - Silberlochbach - Sindersbach - Sinn - Sodener Bach - Sommerkahl - Spanngraben - Speckkahl - Speichenbach - Sperkelbach - Spirgelbach - Steinbach (Hafenlohr) - Steinbach (Jossa) - Steinbach (Kahl) - Steinbach (Main, Kleinostheim) - Steinbach (Reichenbach) - Steinmarker Bach - Stelzengraben - Sterzenbach - Stockgrundgraben - Streilbach - Strietbach - Streu - Sulzbach T - Tiergartenbach - Totenblocksgraben - Treppengraben - Triebgraben - Triebsgraben - Trockenbach U - Ullersbach - Unterer Auwiesengraben - Unterer Hösbach - Unterer Steinbach - Untermüllerbach V - Veilchenbach - Villbach - Vockenbach W - Wachenbach (Hafenlohr) - Wachenbach (Sodener Bach) - Waldbach - Walpertsgraben - Wehmig - Weibersbach (Kahl, Michelbach) - Weibersbach (Kahl, Schimborn) - Weibersbach (Steinbach) - Weidbach - Weidenbuschgraben - Weihersbach - Weilbach - Weismichsbach - Weizenbach - Welzbach - Wendelsgraben - Westerbach - Westernbach - Wiesbüttgraben - Wiesengrundgraben - Willingsbach - Wintersbach - Winterswiesbach - Winzenhohler Bach - Wittbach - Wittersbach - Wohnroder Bach - Wolfsbach - Wolfsgraben - Wolfsschlingengraben - Wolperbach - Wurzelgraben - Wüstenbach Z - Zimmergraben |

## Die bedeutendsten Flüsse des Spessarts
Die bedeutendsten Fließgewässer im Spessart sind:
Der längste Fluss im inneren Spessart ist die Kahl, der wasserreichste die Lohr. Der (nicht namenlose) Bach mit der höchstgelegenen Quelle ist der Kropfbach, der auch die meisten Höhenmeter überwindet.
| Die wasserreichsten Flüsse im Spessart (MQ) | Die wasserreichsten Flüsse im Spessart (MQ) | Die wasserreichsten Flüsse im Spessart (MQ) | Die wasserreichsten Flüsse im Spessart (MQ) | Die wasserreichsten Flüsse im Spessart (MQ) |
| ------------------------------------------- | ------------------------------------------- | ------------------------------------------- | ------------------------------------------- | ------------------------------------------- |
|                                             |                                             |                                             |                                             |                                             |
| Lohr                                        | Lohr                                        |                                             | 3,4 m³/s                                    | 3,4 m³/s                                    |
| Kahl                                        | Kahl                                        |                                             | 2,0 m³/s                                    | 2,0 m³/s                                    |
| Aubach                                      | Aubach                                      |                                             | ca. 1,9 m³/s                                | ca. 1,9 m³/s                                |
| Hafenlohr                                   | Hafenlohr                                   |                                             | 1,7 m³/s                                    | 1,7 m³/s                                    |
| Aschaff                                     | Aschaff                                     |                                             | 1,5 m³/s                                    | 1,5 m³/s                                    |
| Jossa                                       | Jossa                                       |                                             | 1,5 m³/s                                    | 1,5 m³/s                                    |
| Elsava                                      | Elsava                                      |                                             | 1,3 m³/s                                    | 1,3 m³/s                                    |
| Bieber                                      | Bieber                                      |                                             | 0,8 m³/s                                    | 0,8 m³/s                                    |
|                                             |                                             |                                             |                                             |                                             |

| Die wasserreichsten Flüsse im Spessart (MQ) | Die wasserreichsten Flüsse im Spessart (MQ) | Die wasserreichsten Flüsse im Spessart (MQ) | Die wasserreichsten Flüsse im Spessart (MQ) | Die wasserreichsten Flüsse im Spessart (MQ) |
| ------------------------------------------- | ------------------------------------------- | ------------------------------------------- | ------------------------------------------- | ------------------------------------------- |
|                                             |                                             |                                             |                                             |                                             |
| Lohr                                        | Lohr                                        |                                             | 3,4 m³/s                                    | 3,4 m³/s                                    |
| Kahl                                        | Kahl                                        |                                             | 2,0 m³/s                                    | 2,0 m³/s                                    |
| Aubach                                      | Aubach                                      |                                             | ca. 1,9 m³/s                                | ca. 1,9 m³/s                                |
| Hafenlohr                                   | Hafenlohr                                   |                                             | 1,7 m³/s                                    | 1,7 m³/s                                    |
| Aschaff                                     | Aschaff                                     |                                             | 1,5 m³/s                                    | 1,5 m³/s                                    |
| Jossa                                       | Jossa                                       |                                             | 1,5 m³/s                                    | 1,5 m³/s                                    |
| Elsava                                      | Elsava                                      |                                             | 1,3 m³/s                                    | 1,3 m³/s                                    |
| Bieber                                      | Bieber                                      |                                             | 0,8 m³/s                                    | 0,8 m³/s                                    |
|                                             |                                             |                                             |                                             |                                             |

| Die längsten Flüsse im Spessart | Die längsten Flüsse im Spessart | Die längsten Flüsse im Spessart | Die längsten Flüsse im Spessart | Die längsten Flüsse im Spessart |
| ------------------------------- | ------------------------------- | ------------------------------- | ------------------------------- | ------------------------------- |
|                                 |                                 |                                 |                                 |                                 |
| Kahl                            | Kahl                            |                                 | 32,4 km                         | 32,4 km                         |
| Jossa                           | Jossa                           |                                 | 32,3 km                         | 32,3 km                         |
| Hafenlohr                       | Hafenlohr                       |                                 | 24,8 km                         | 24,8 km                         |
| Elsava                          | Elsava                          |                                 | 24,7 km                         | 24,7 km                         |
| Lohr                            | Lohr                            |                                 | 23,2 km                         | 23,2 km                         |
| Aubach                          | Aubach                          |                                 | 22,4 km                         | 22,4 km                         |
| Aschaff                         | Aschaff                         |                                 | 22,4 km                         | 22,4 km                         |
| Bieber                          | Bieber                          |                                 | 16,8 km                         | 16,8 km                         |
|                                 |                                 |                                 |                                 |                                 |

| Die längsten Flüsse im Spessart | Die längsten Flüsse im Spessart | Die längsten Flüsse im Spessart | Die längsten Flüsse im Spessart | Die längsten Flüsse im Spessart |
| ------------------------------- | ------------------------------- | ------------------------------- | ------------------------------- | ------------------------------- |
|                                 |                                 |                                 |                                 |                                 |
| Kahl                            | Kahl                            |                                 | 32,4 km                         | 32,4 km                         |
| Jossa                           | Jossa                           |                                 | 32,3 km                         | 32,3 km                         |
| Hafenlohr                       | Hafenlohr                       |                                 | 24,8 km                         | 24,8 km                         |
| Elsava                          | Elsava                          |                                 | 24,7 km                         | 24,7 km                         |
| Lohr                            | Lohr                            |                                 | 23,2 km                         | 23,2 km                         |
| Aubach                          | Aubach                          |                                 | 22,4 km                         | 22,4 km                         |
| Aschaff                         | Aschaff                         |                                 | 22,4 km                         | 22,4 km                         |
| Bieber                          | Bieber                          |                                 | 16,8 km                         | 16,8 km                         |
|                                 |                                 |                                 |                                 |                                 |

| Am höchsten entspringende Bäche im Spessart: 1. Kropfbach 510 m ü. NHN 2. Ahlersbach 478 m ü. NHN 3. Hellgraben 469 m ü. NHN 4. Rohrbach 465 m ü. NHN 5. Laubersbach 463 m ü. NHN | Die Bäche mit dem größten Höhenunterschied: 1. Kropfbach 340 m 2. Hellgraben 302 m 3. Silberlochbach 298 m 4. Sackenbach 280 m 5. Gaibach 270 m |

## Bildergalerie

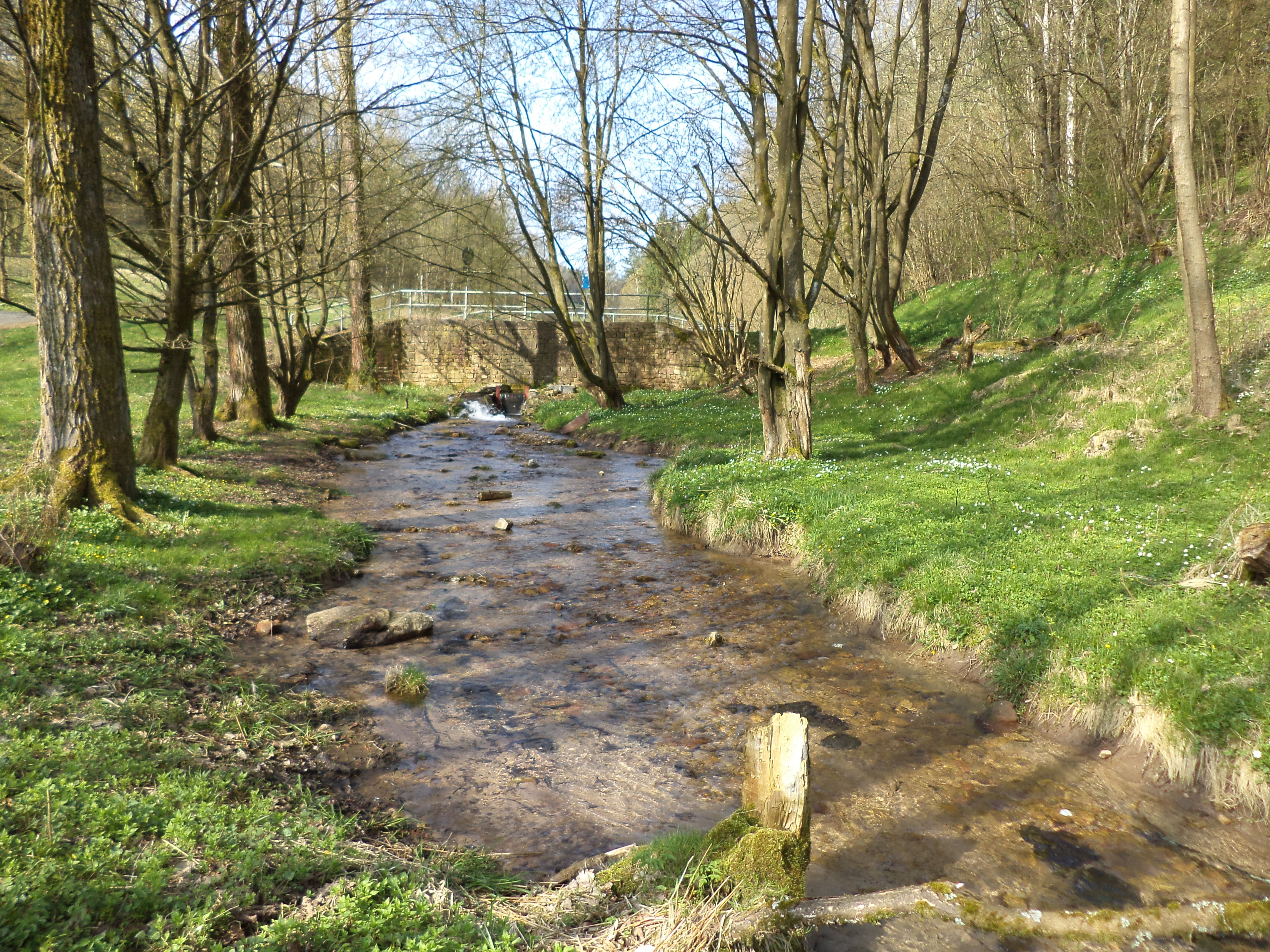
Breitenbach
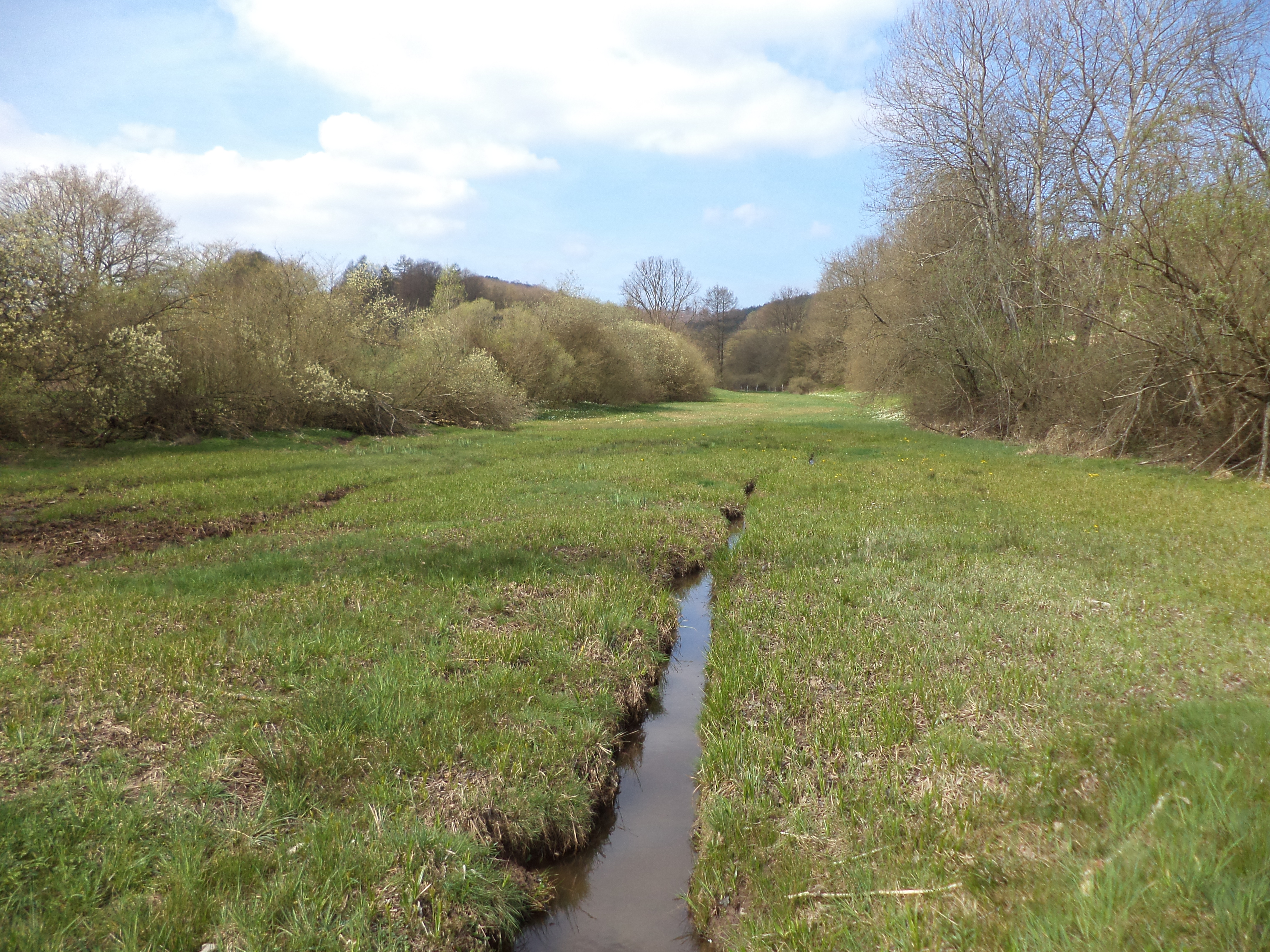
Distelbach
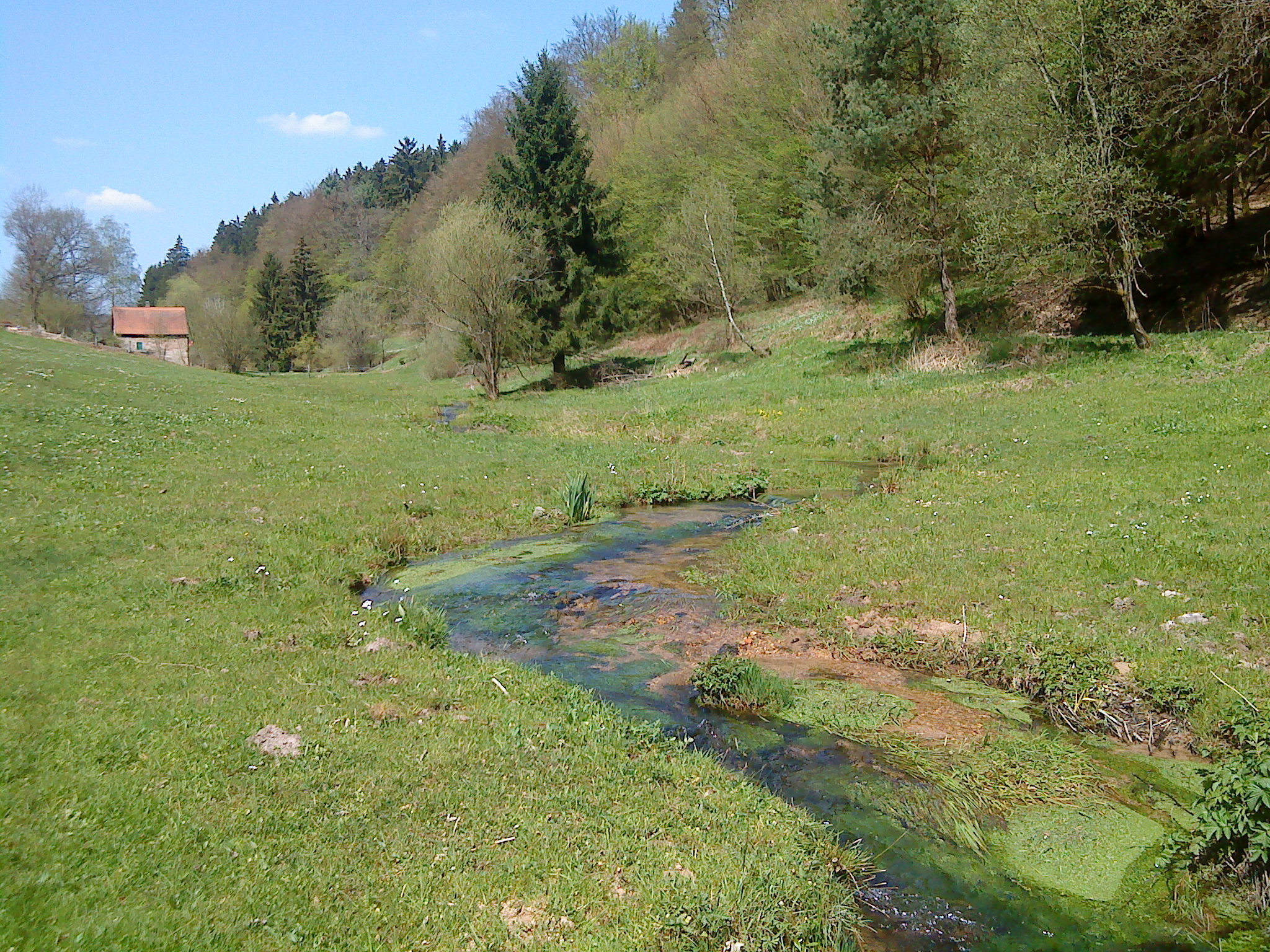
Flörsbach
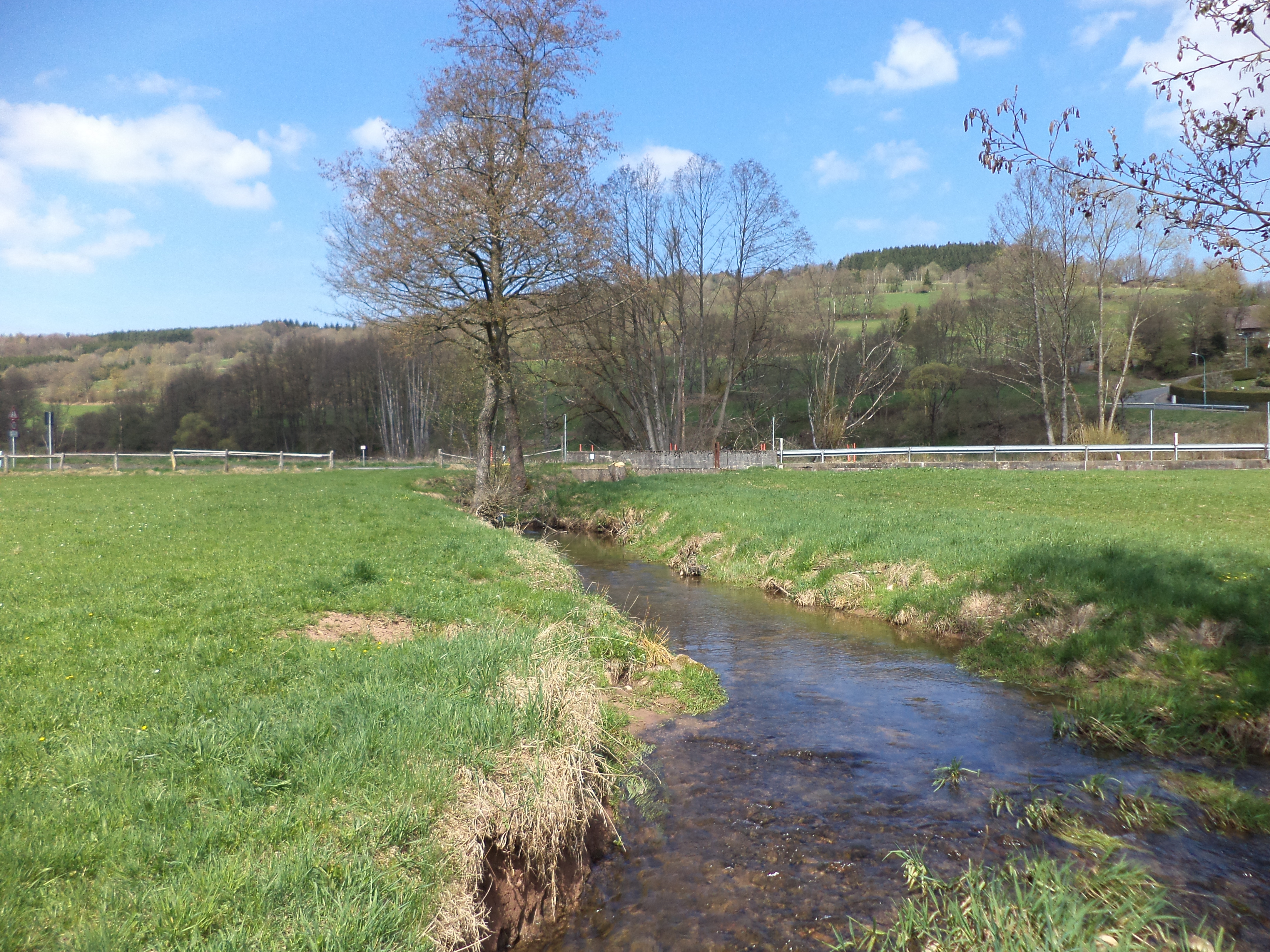
Gronau
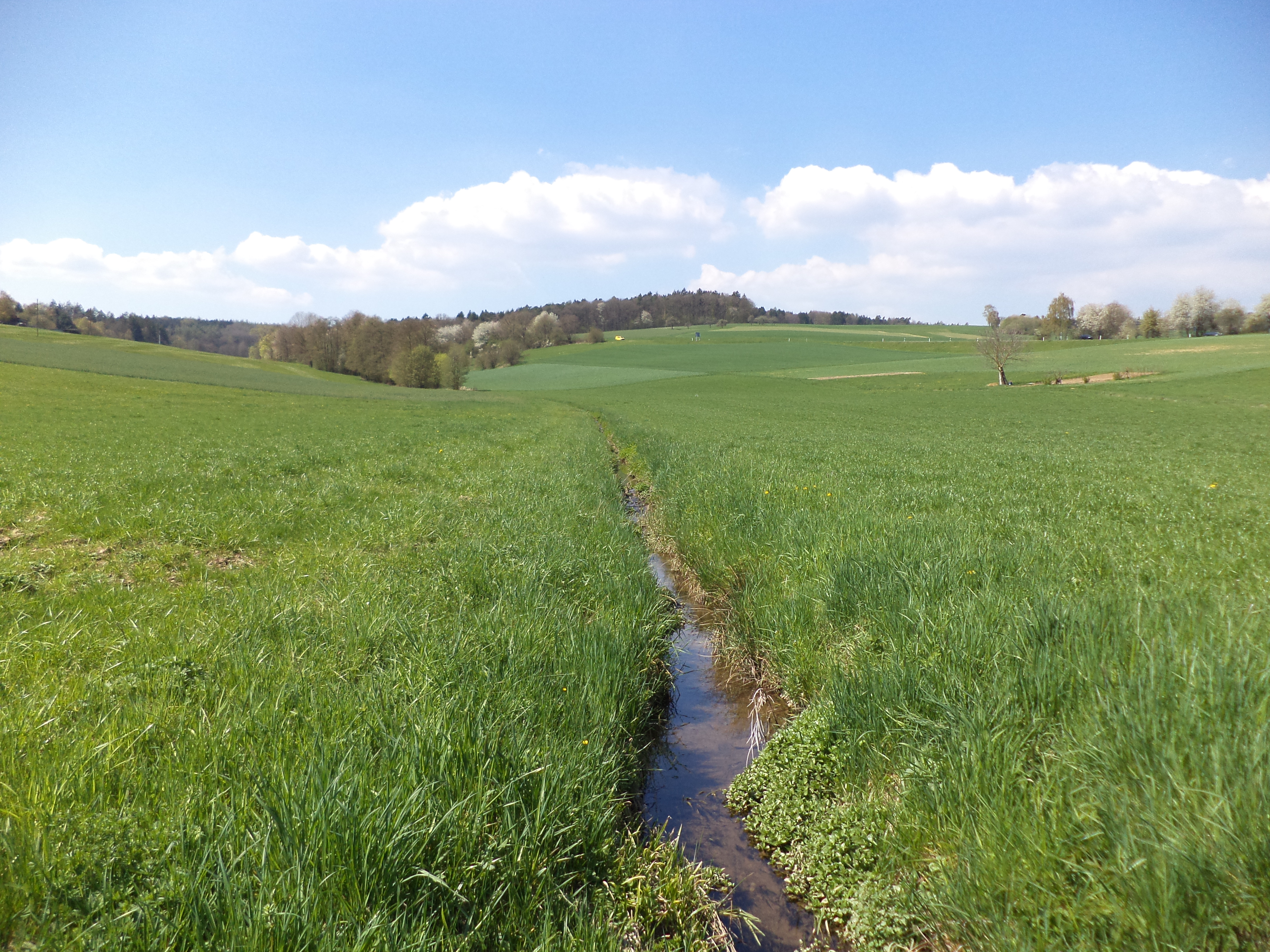
Glasbach
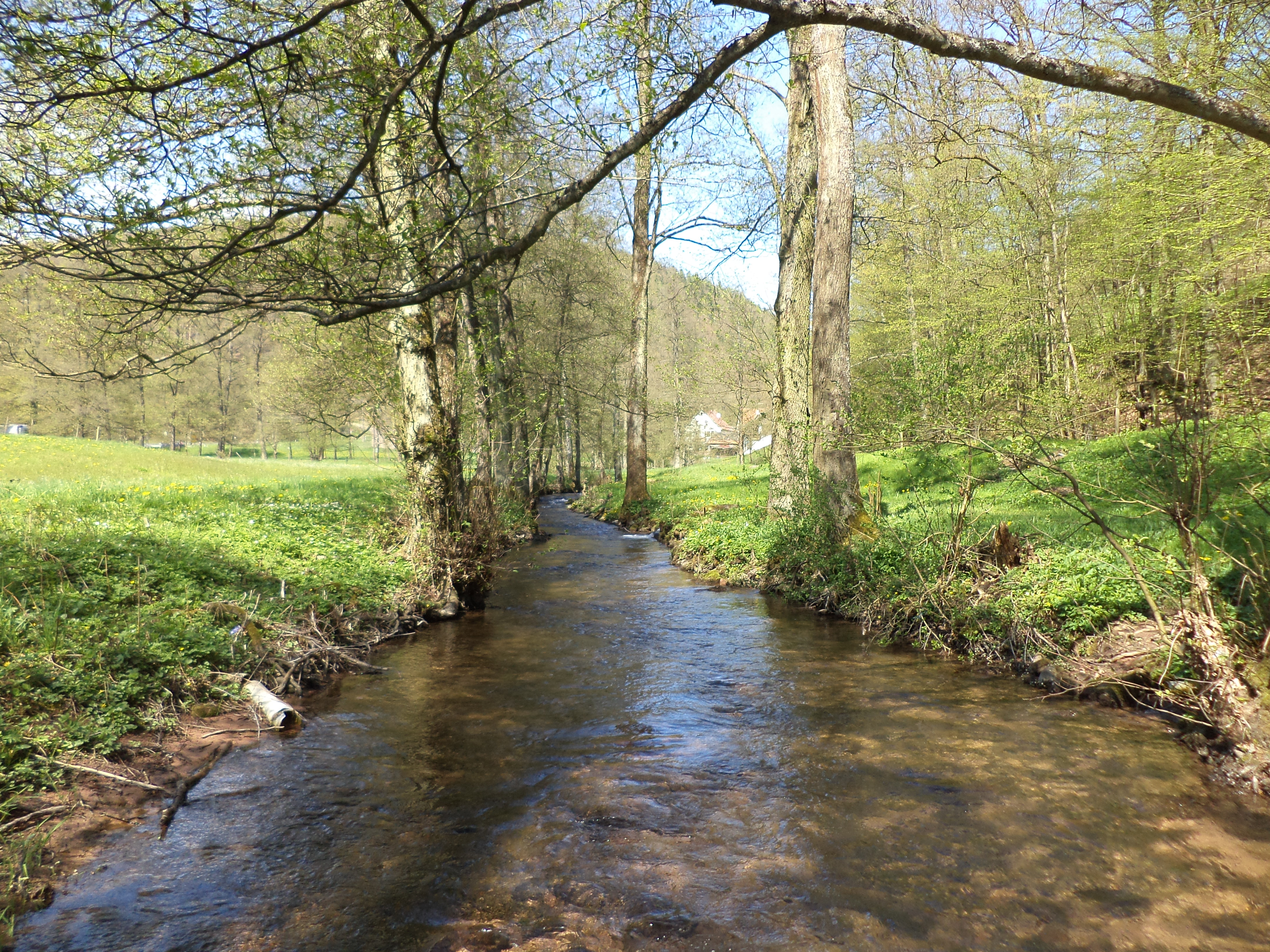
Haslochbach
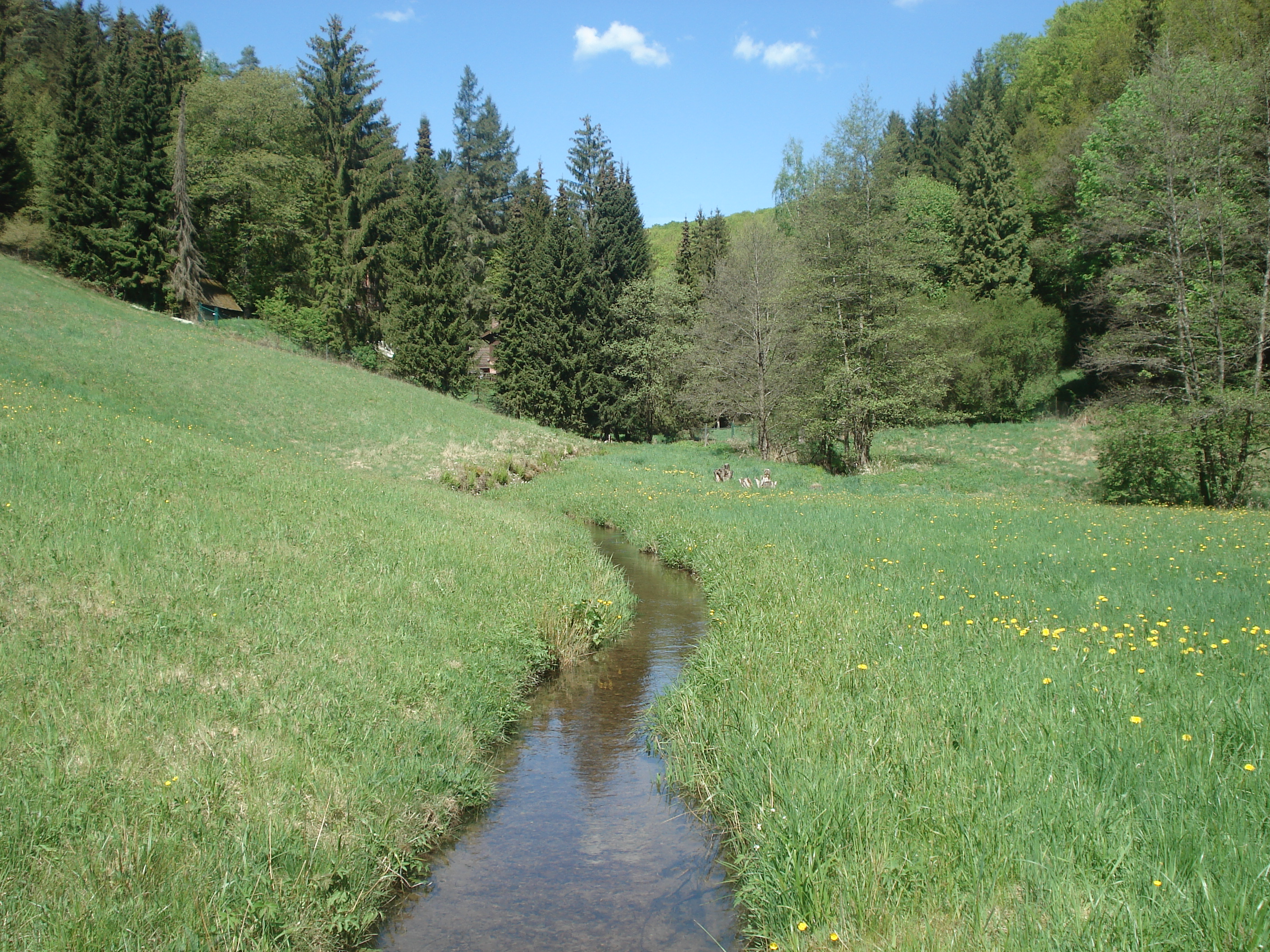
Heinrichsbach
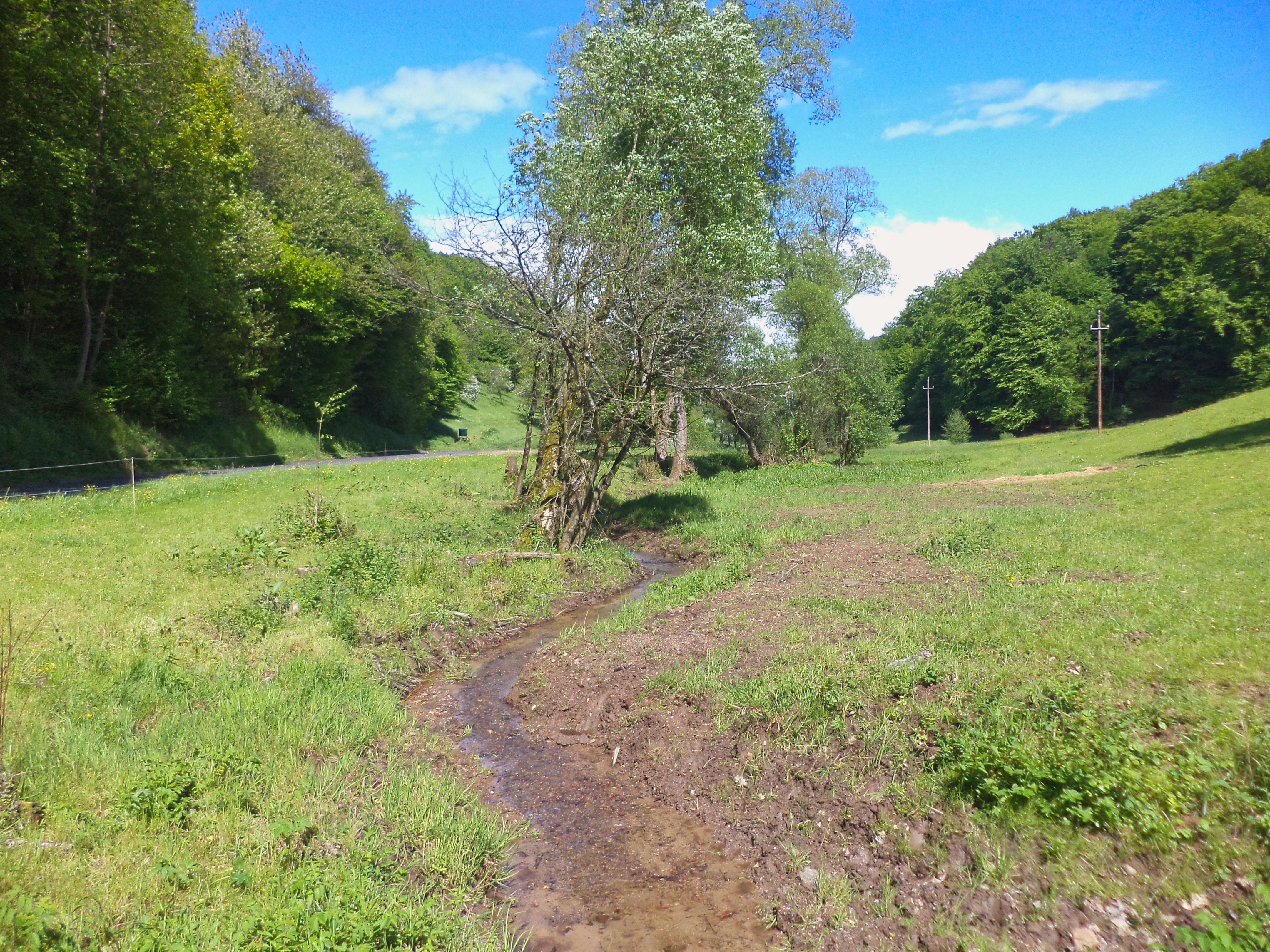
Hemsbach
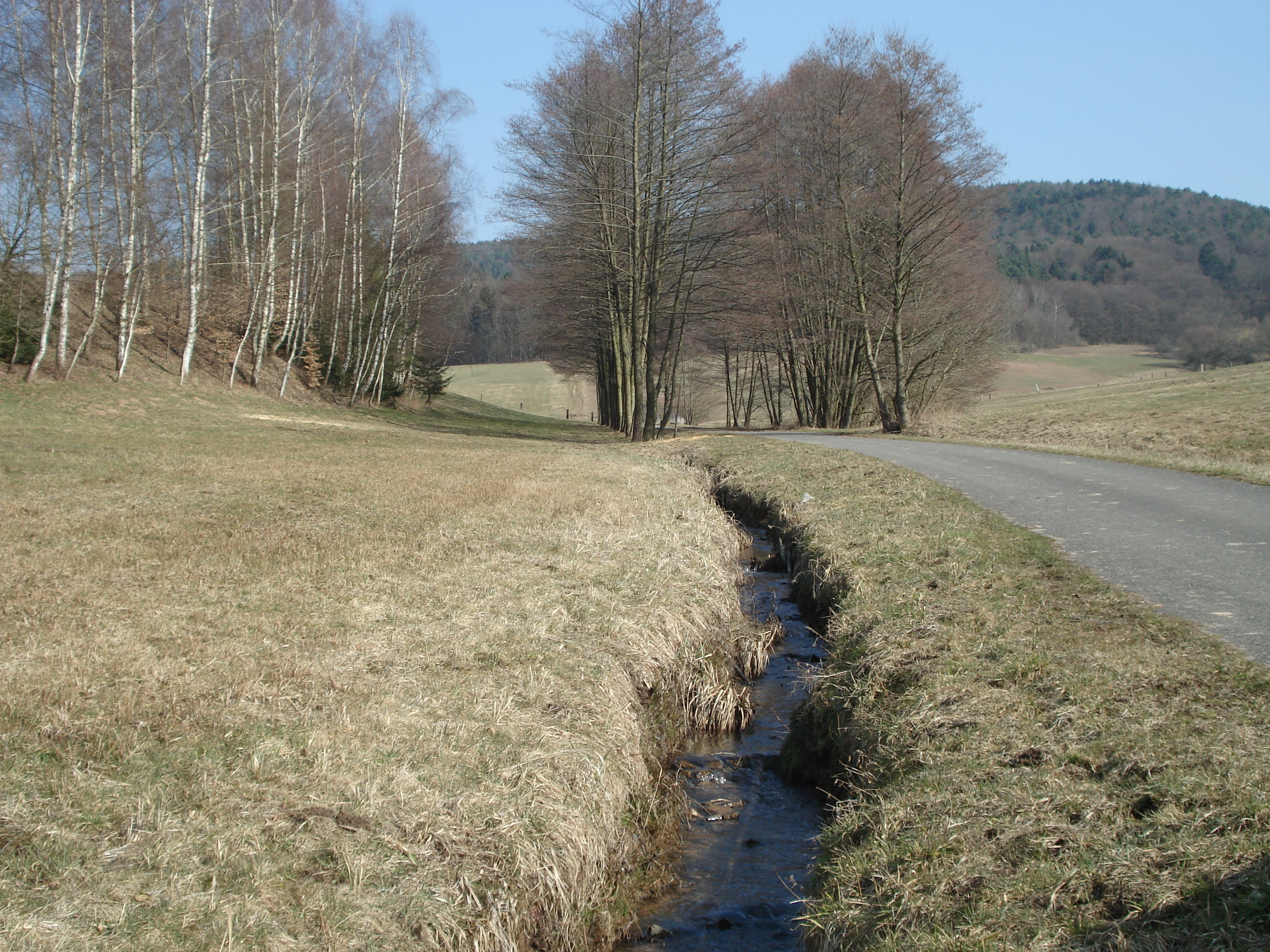
Herzbach
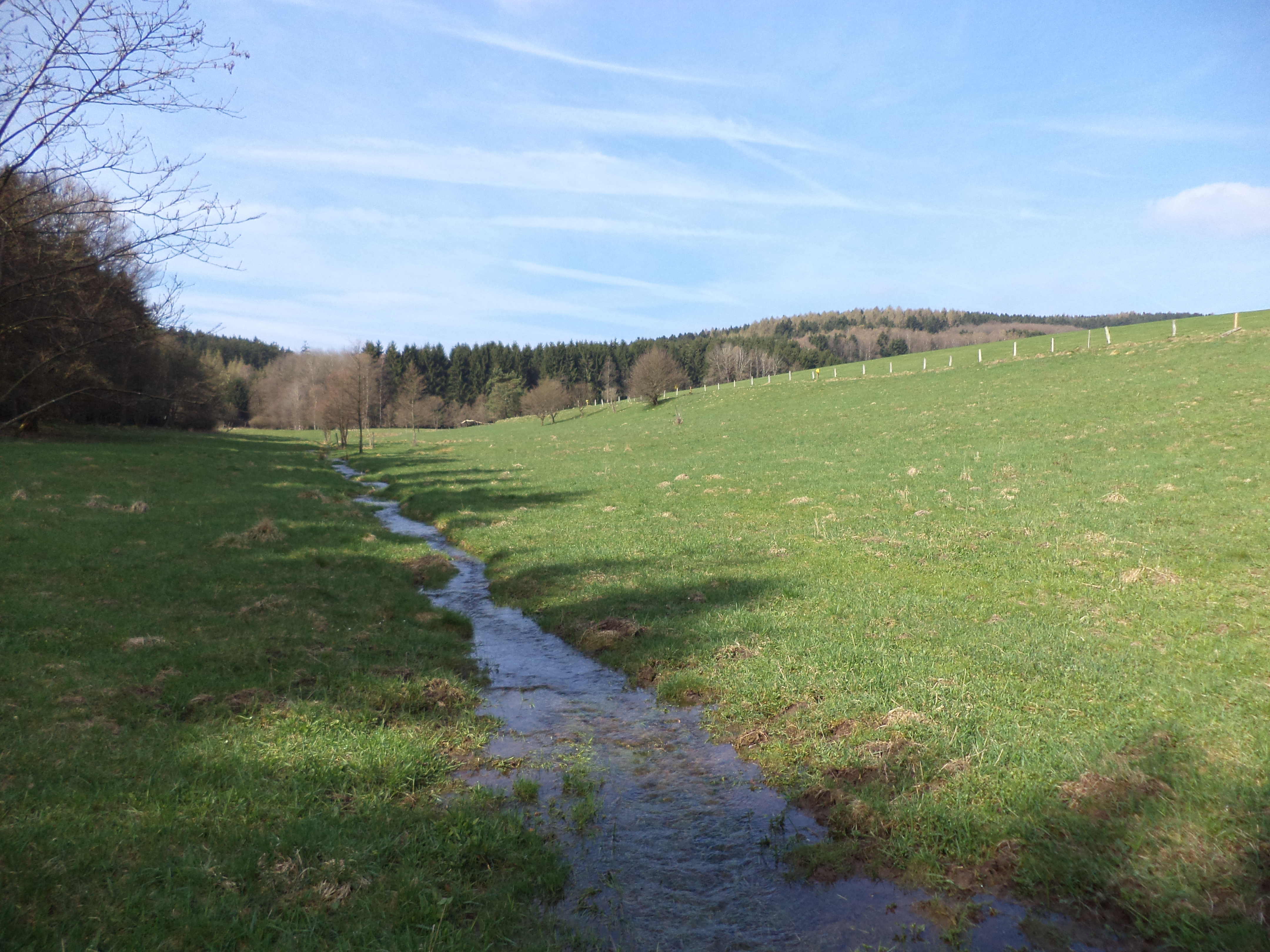
Hungerbach
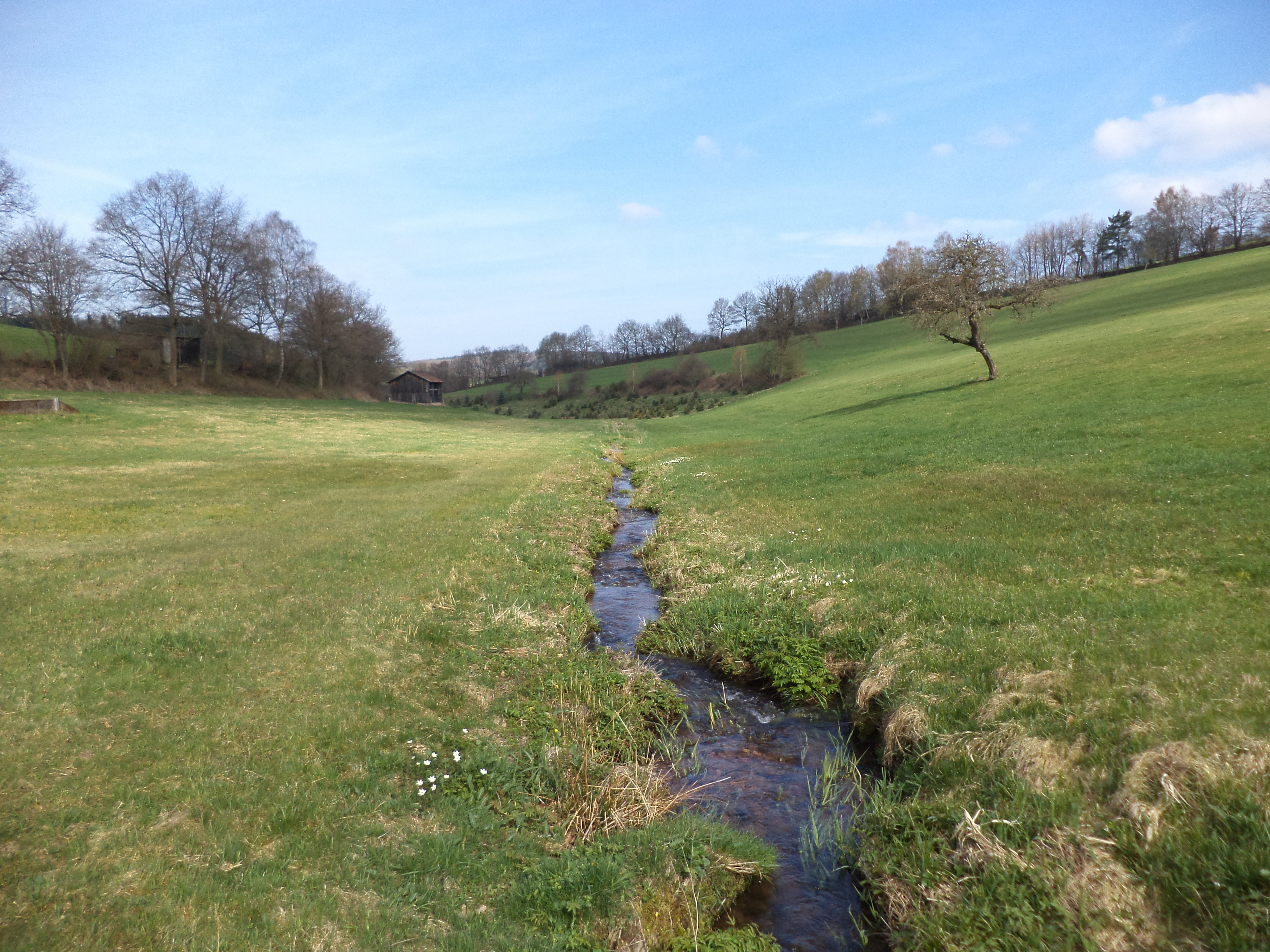
Kalbach
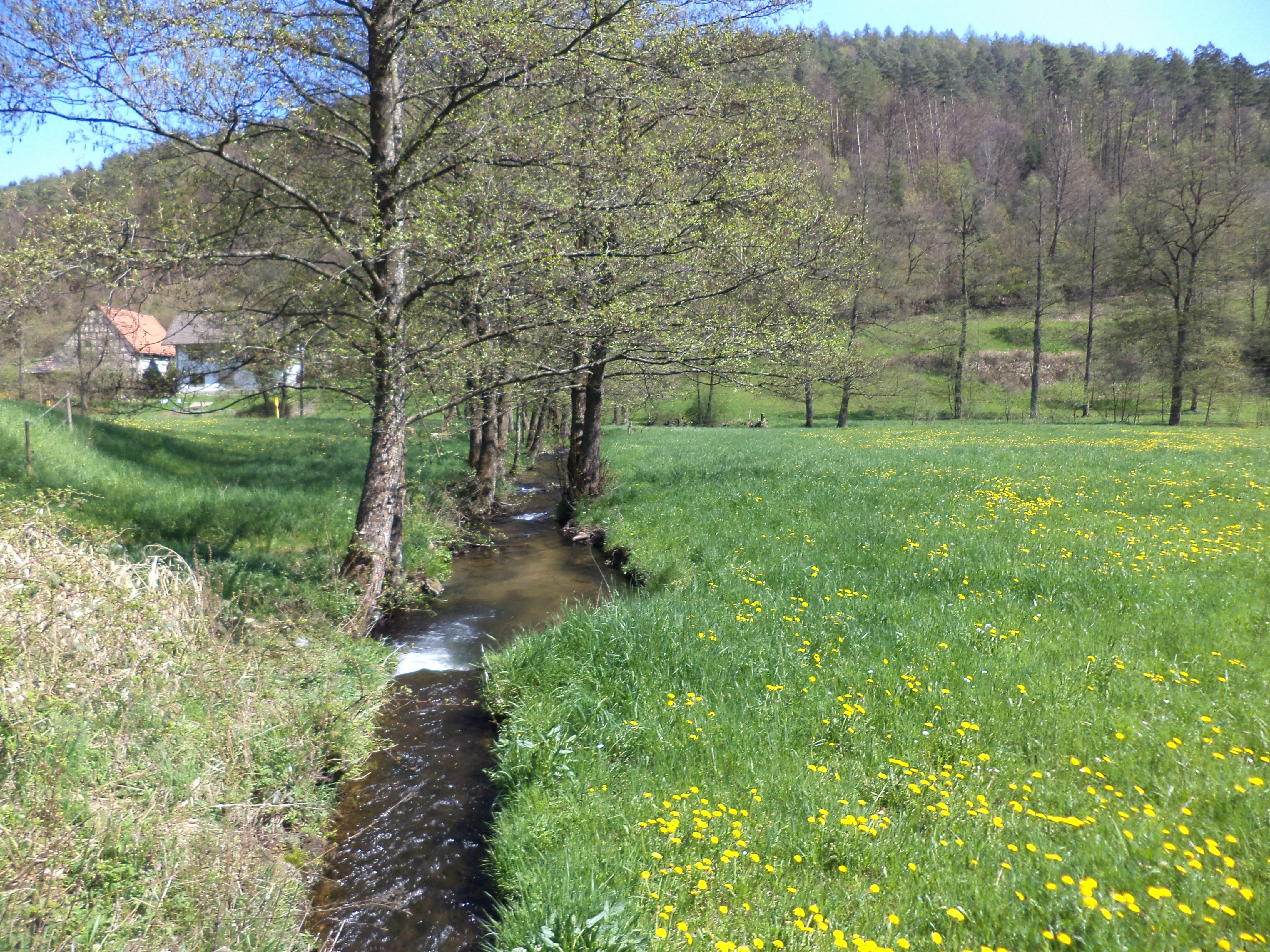
Kropfbach
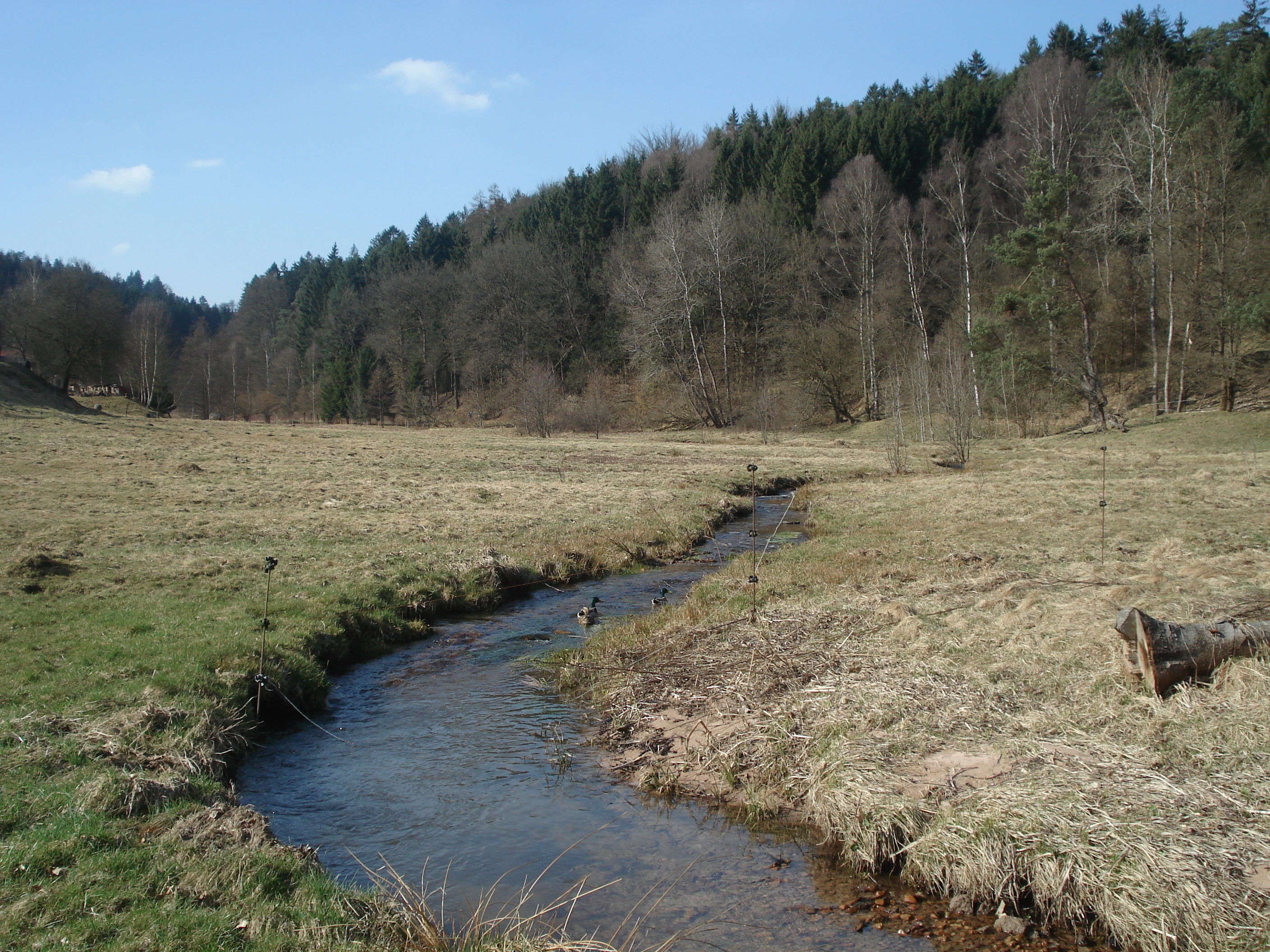
Laubersbach
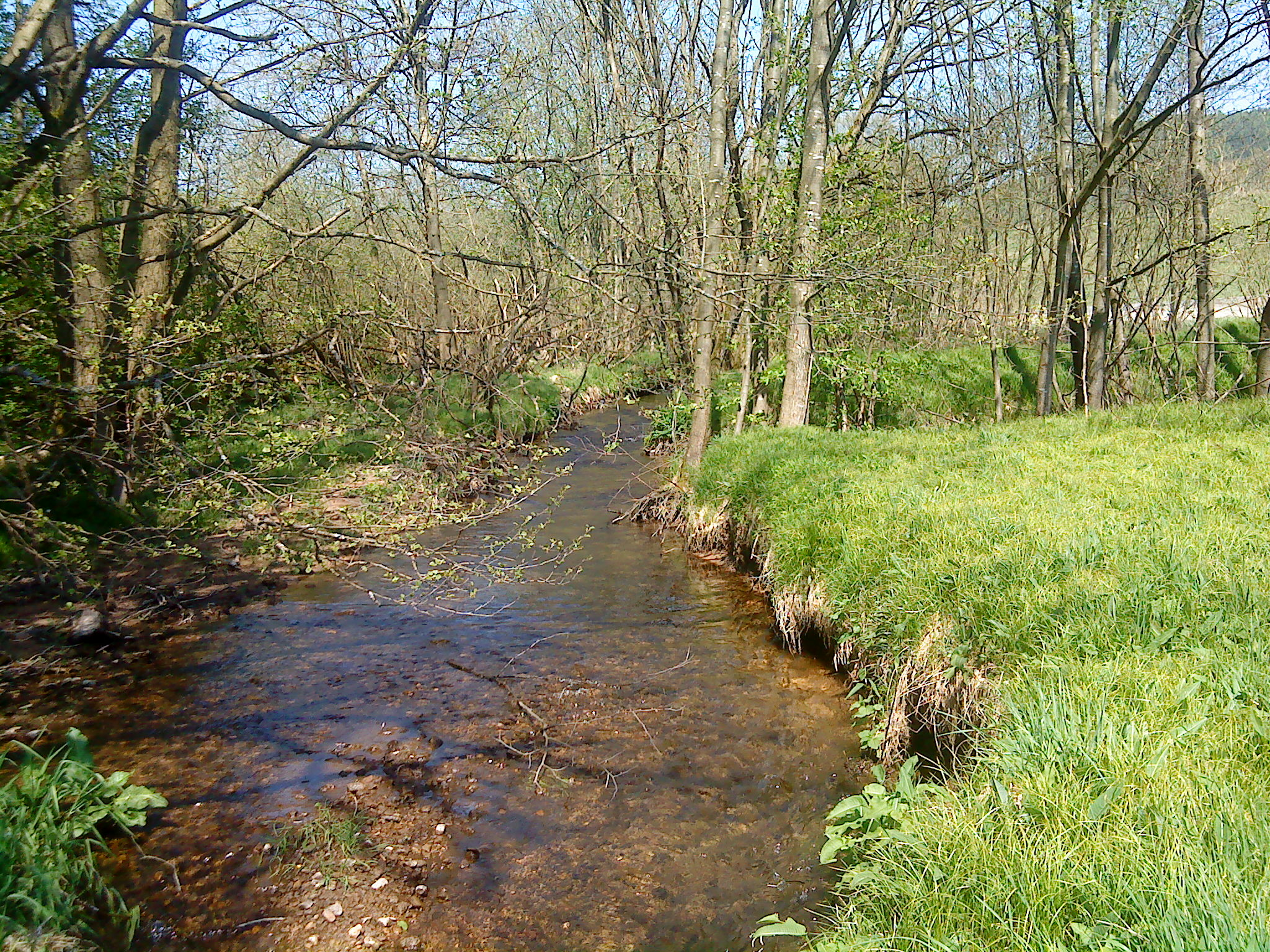
Lohrbach
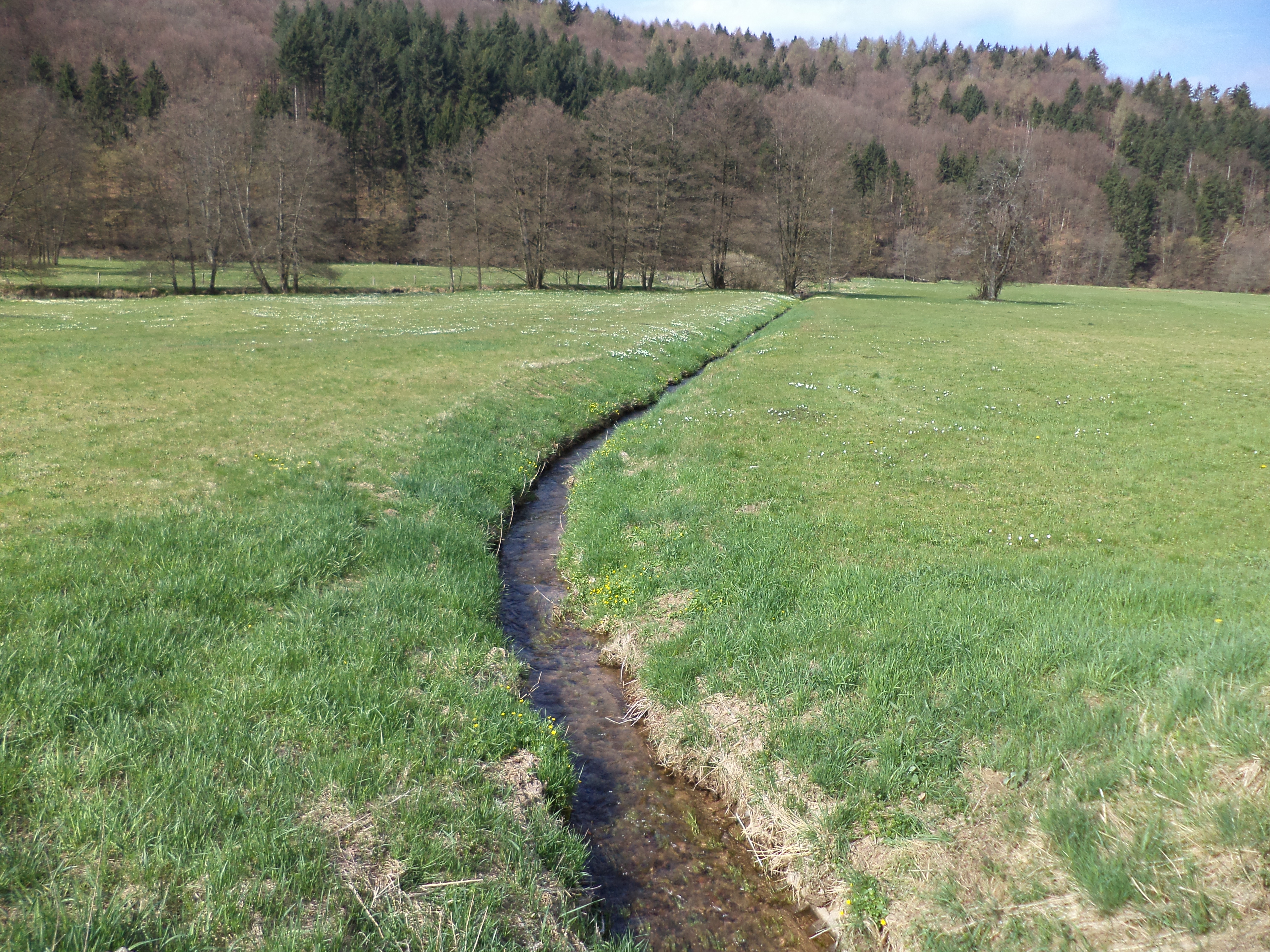
Mohrenbach
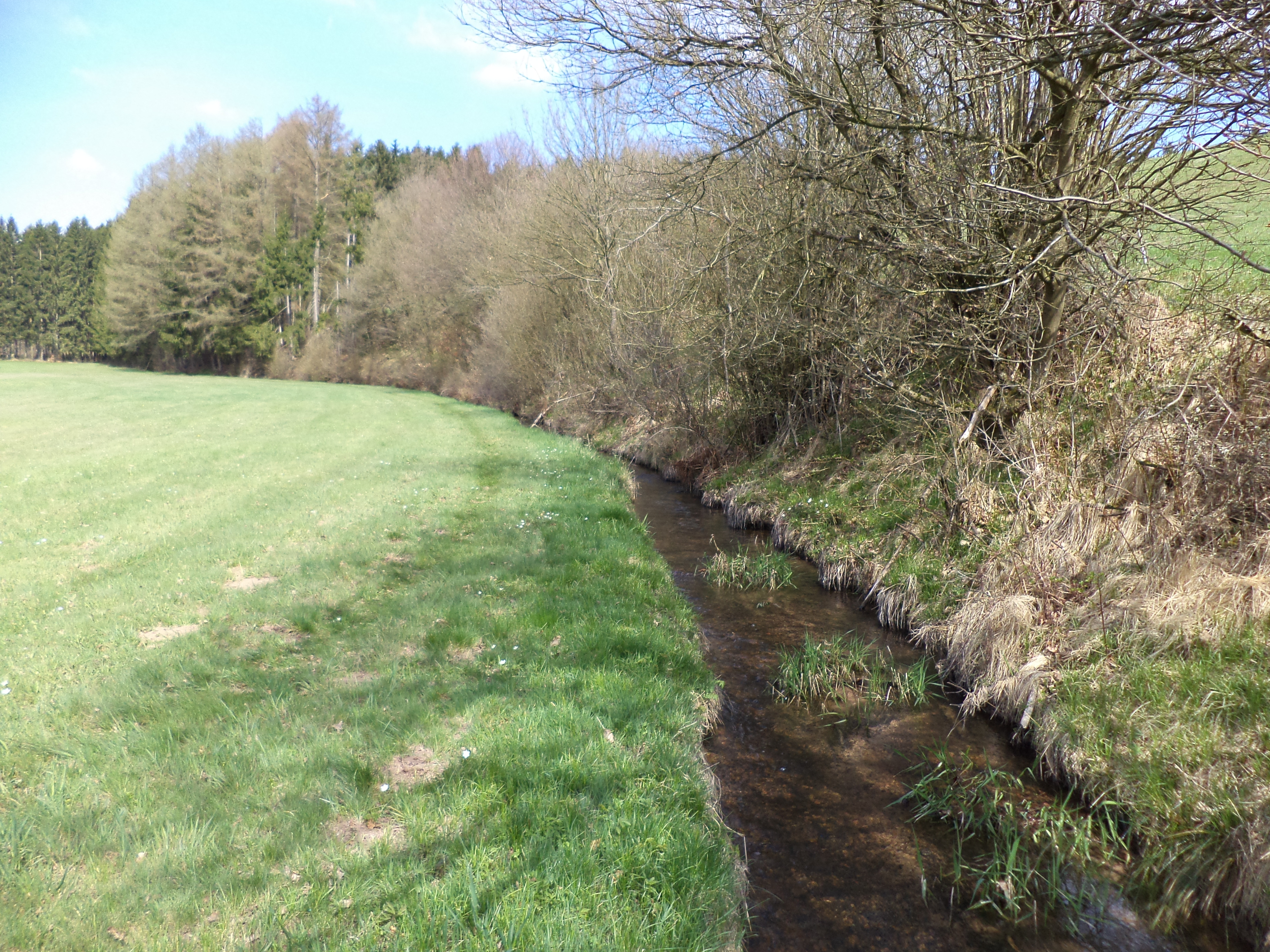
Rohrbach
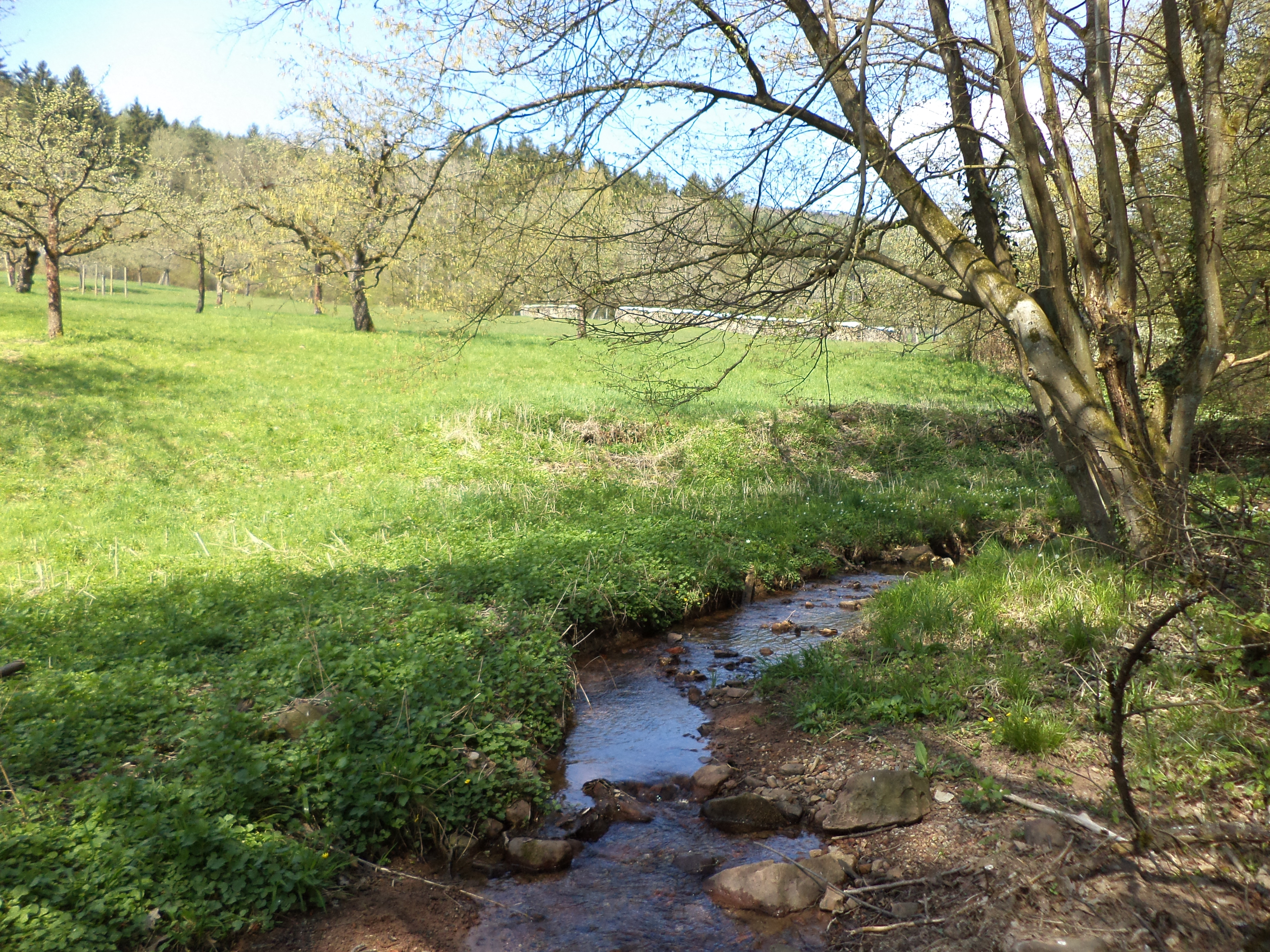
Sackenbach
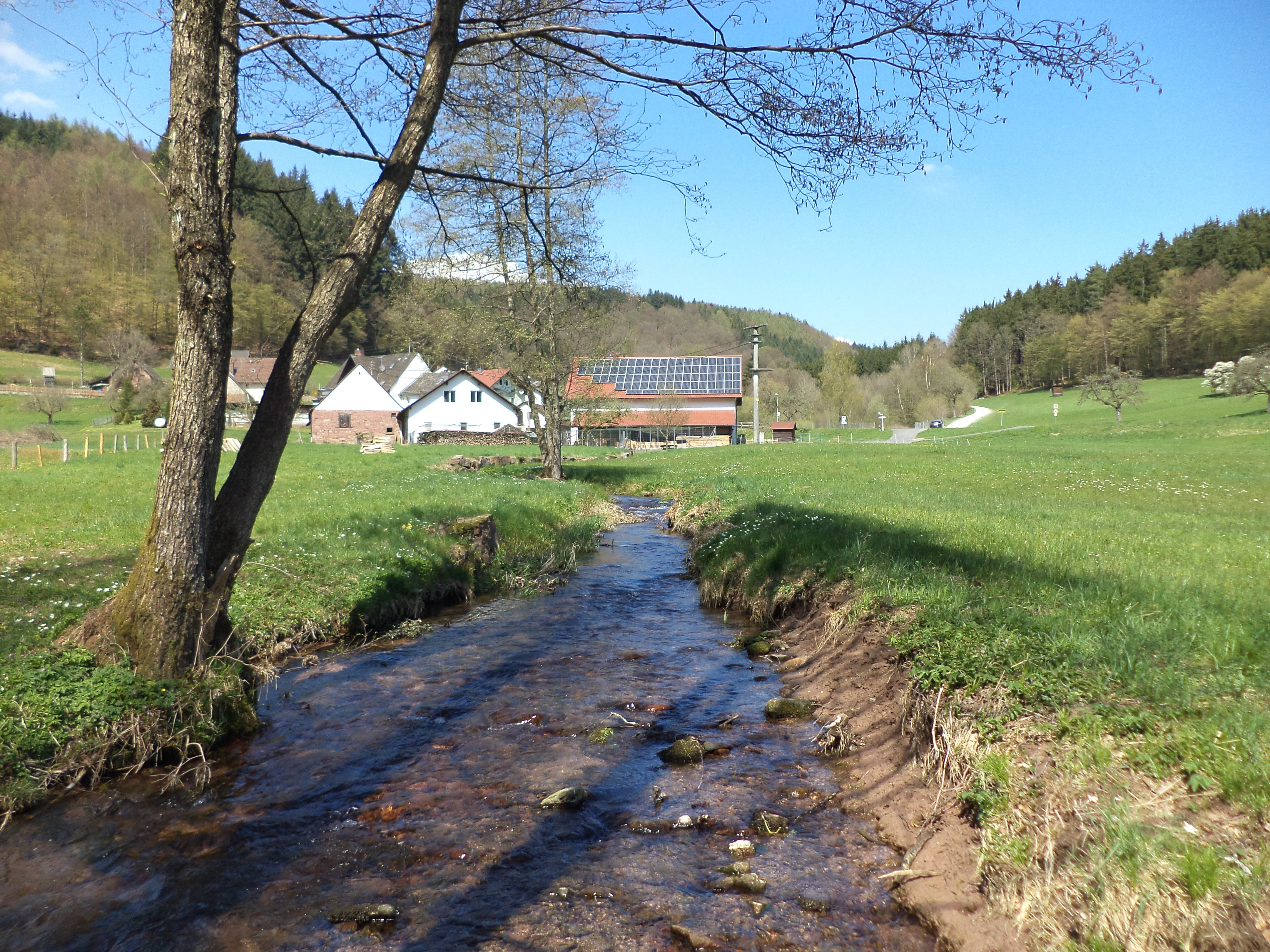
Schleifbach
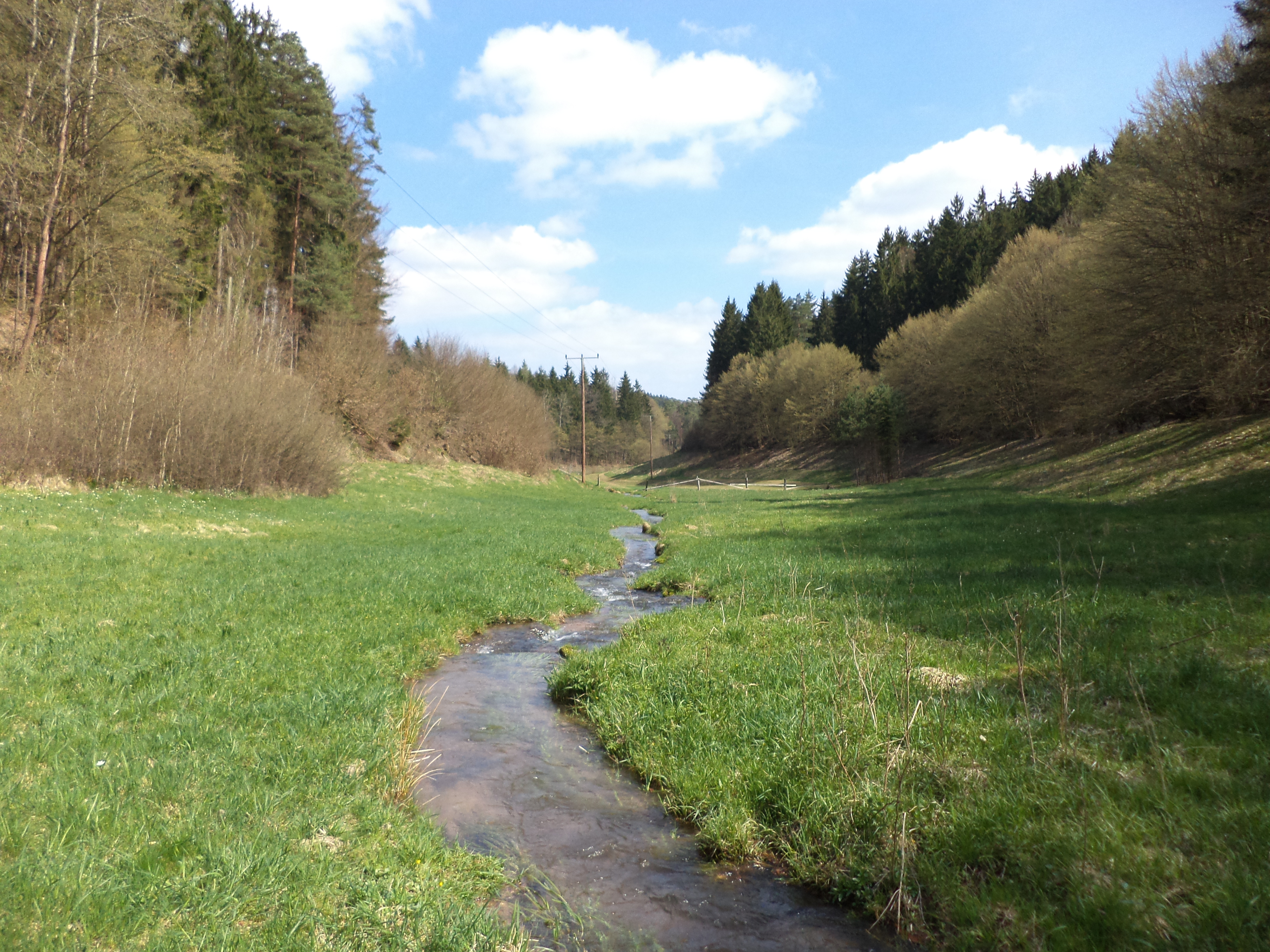
Steinbach
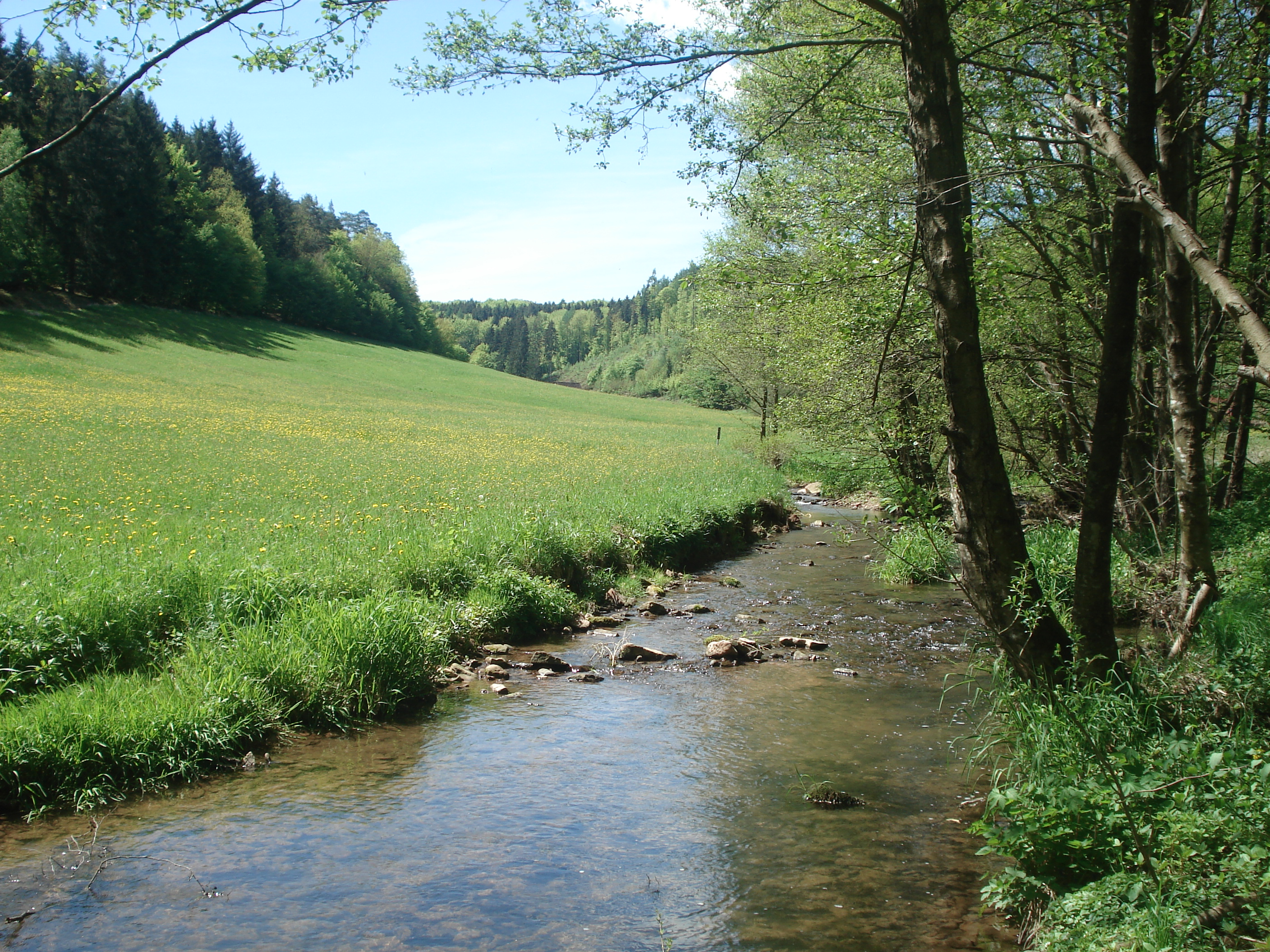
Wachenbach